# Rudolf Schanzer

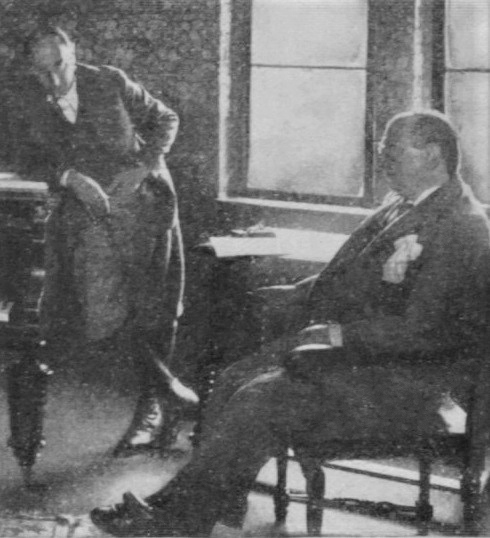
Ernst Welisch und Rudolf Schanzer in Schanzers Villa in Bad Ischl

Rudolf (oder Rudolph) Schanzer (* 12. Jänner 1875 in Wien; † 1944) war ein österreichischer Dramatiker und Journalist. Er ist vor allem für die zahlreichen Operettenlibretti bekannt, die er für Komponisten wie Leo Fall, Jean Gilbert, Emmerich Kálmán und Ralph Benatzky schrieb. Er beging Selbstmord in Italien, nachdem er von der Gestapo verhaftet worden war.

## Leben und Karriere
Schanzer wurde in eine jüdische Familie in Wien hineingeboren, wo sein Vater als Spediteur tätig war. Von 1894 bis 1895 studierte er Rechtswissenschaft an der Universität Wien und ging anschließend nach Paris, wo er als Privatsekretär und Journalist arbeitete. Danach ließ er sich in Berlin nieder und arbeitete dort als Journalist, Kritiker und Redakteur für die B.Z. am Mittag. In seiner Freizeit begann er, Theaterstücke zu schreiben. Einige seiner ersten Werke waren Pantomimen sowie Texte für Kabarett- und Varietéshows. Anschließend begann er, gemeinsam mit seinen Freunden und Kollegen Rudolf Bernauer und Ernst Welisch Operettenlibretti zu verfassen. Der Erfolg dieser Zusammenarbeit ermöglichte es ihm, hauptberuflich als Librettist zu arbeiten.
Im Laufe seiner Karriere schrieb er (teilweise in Zusammenarbeit mit anderen) über 30 Libretti für Operetten und Musicals, von denen viele später verfilmt wurden. Mit dem Aufstieg der Nationalsozialisten und der Einführung der antisemitischen Nürnberger Gesetze im Jahr 1935 verließ Schanzer Berlin und zog sich in seine Villa im österreichischen Kurort Bad Ischl zurück. 1936 kehrte er nach Wien zurück, floh jedoch nach dem Anschluss Österreichs 1938 in die damals zu Italien gehörende Stadt Abbazia (heute Opatija, Kroatien). Seine Versuche, in die USA oder nach Großbritannien zu emigrieren, scheiterten. 1944 wurde Schanzer von der Gestapo verhaftet und sollte in ein Konzentrationslager deportiert werden. Er beging Selbstmord in Haft, indem er ein Gift einnahm, das er seit seiner Flucht aus Österreich stets bei sich getragen hatte.

## Libretti
Libretti (geschrieben allein von Schanzer oder in Zusammenarbeit), u. a.:
- Der schwarze Mann, komische Oper in 1 Akt, Musik: Oscar Straus; UA: Berlin, Secessionstheater, 23. Dezember 1901
- Lord Piccolo (mit Karl Lindau), Operette in 2 Akten, Musik: Henri Berény; UA: Wien, Johann Strauß-Theater, 9. Januar 1910
- Filmzauber (mit Rudolf Bernauer), Posse mit Gesang in 4 Akten, Musik: Walter Kollo; UA: Berlin, Berliner Theater, 19. Oktober 1912
- Wie einst im Mai (mit Rudolf Bernauer), Operette in 4 Akten, Musik: Walter Kollo; UA: Berlin, Berliner Theater, 4. Oktober 1913
- Die tolle Komtess (mit Rudolf Bernauer), Operette in 3 Akten, Musik: Walter Kollo; UA: Berlin, Berliner Theater, 21. Februar 1917
- Blitzblaues Blut (mit Rudolf Bernauer), Operette in 3 Akten, Musik: Walter Kollo; UA: Berlin, Berliner Theater, 9. Februar 1918
- Sterne, die wieder leuchten (mit Rudolf Bernauer), Operette in 3 Akten, Musik: Walter Kollo; UA: Berlin, Berliner Theater, 6. September 1918
- Die Frau im Hermelin (mit Ernst Welisch), Operette in 3 Akten, Musik: Jean Gilbert; UA: Berlin, Theater des Westens, 22. August 1919
- Der Geiger von Lugano (mit Ernst Welisch), Operette in 3 Akten, Musik: Jean Gilbert; UA: Berlin, Thalia-Theater, 26. September 1920
- Die Braut des Lucullus (mit Ernst Welisch), Operette in 3 Akten, Musik: Jean Gilbert; UA: Berlin, Theater des Westens, 26. August 1921
- Madame Pompadour (mit Ernst Welisch), Operette in 3 Akten, Musik: Leo Fall; UA: Berlin, Berliner Theater, 9. September 1922
- Riquette (mit Ernst Welisch), Operette in 3 Akten, Musik: Oscar Straus; UA: Berlin, Deutsches Künstlertheater, 17. Januar 1925
- Die Teresina (mit Ernst Welisch), Operette in 3 Akten, Musik: Oscar Straus; UA: Berlin, Deutsches Künstlertheater, 11. September 1925
- Das Spiel um die Liebe (mit Ernst Welisch), Operette in 3 Akten, Musik: Jean Gilbert; UA: Berlin, Theater des Westens, 19. Dezember 1925
- Eine Frau von Format (mit Ernst Welisch), Operette in 3 Akten, Musik: Michael Krausz; UA: Berlin, Theater des Westens, 21. September 1927
- Casanova (mit Ernst Welisch), Operette in 3 Akten, Musik: Ralph Benatzky; UA: Berlin, Großes Schauspielhaus, 1. September 1928
- Die drei Musketiere (mit Ernst Welisch), Operette in 3 Akten, Musik: Ralph Benatzky; UA: Berlin, Großes Schauspielhaus, 31. August 1929
- Die erste Beste (mit Ernst Welisch), Operette in 3 Akten, Musik: Oscar Straus; UA: Prag, Neues Deutsches Theater, 19. Oktober 1929
- Das Mädel am Steuer (mit Ernst Welisch), musikalische Komödie in 3 Akten, Musik: Jean Gilbert; UA: Berlin, Komische Oper, 17. September 1930
- Der Teufelsreiter (mit Ernst Welisch), Operette in 3 Akten, Musik: Emmerich Kálmán; UA: Wien, Theater an der Wien, 10. März 1932

## Filmografie
- 1923: Maytime, Regie: Louis J. Gasnier, (nach der Operette Wie einst im Mai)
- 1926: Wie einst im Mai, Regie: Willi Wolff (Deutschland, nach der gleichnamigen Operette)
- 1927: The Lady in Ermine, Regie: James Flood (nach der Operette Die Frau im Hermelin)
- 1927: Madame Pompadour, Regie: Herbert Wilcox (UK, nach der gleichnamigen Operette)
- 1928: Prinzessin Olala, Regie: Robert Land (Deutschland, nach der gleichnamigen Operette)
- 1928: Eine Frau von Format, Regie: Fritz Wendhausen (Deutschland, nach der gleichnamigen Operette)
- 1928: Die tolle Komtess, Regie: Richard Löwenbein (Deutschland, nach der gleichnamigen Operette)
- 1930: Bride of the Regiment, Regie: John Francis Dillon (nach der Operette Die Frau im Hermelin)
- 1931: Ronny, Regie: Reinhold Schünzel, Musik: Emmerich Kálmán (Deutschland, Liedtexte)
- 1948: Die Frau im Hermelin (engl. That Lady in Ermine), Regie: Ernst Lubitsch (nach der gleichnamigen Operette)
- 1961: Wie einst im Mai, Regie: Thomas Engel (BRD, Fernsehfilm, nach der gleichnamigen Operette)
- 1974: Madame Pompadour, Regie: Eugen York (BRD, Fernsehfilm, nach der gleichnamigen Operette)
  - Anmerkung: Der Film Maytime von 1937 basiert nicht auf Schanzers Werk

## Hörspiele
- 1927: Rudolf Bernauer, Rudolf Schanzer: Wie einst im Mai. Große Berliner Posse mit Gesang in vier Bildern – Regie: Rudolf Bernauer (Sendespiel (Hörspielbearbeitung) – Funk-Stunde Berlin)
- 1927: Rudolf Bernauer, Rudolf Schanzer: Die Bummelstudenten. Posse mit Gesang in drei Akten – Regie: Ben Spanier (Sendespiel (Hörspielbearbeitung) – Südwestdeutscher Rundfunkdienst AG (SÜWRAG)
- 1928: Rudolf Schanzer, Ernst Welisch: Der siebente Tag – Regie: Alfred Braun (Sendespiel (Hörspielbearbeitung) – Funk-Stunde Berlin)
- 1929: Alexandre Dumas der Ältere, Erik Charell: Die drei Musketiere. Ein Spiel aus romantischer Zeit mit Musik von gestern und heute – Bearbeitung (Wort): Rudolph Schanzer, Ernst Welisch; Regie: Erich Charell Sendespiel (Hörspielbearbeitung), Theater, Revue – Funk-Stunde Berlin)

Quelle: ARD-Hörspieldatenbank